# كلايتون باترسون
كلايتون باترسون هو مصور كندي، ولد في 9 أكتوبر 1948.

## روابط خارجية
- كلايتون باترسون على موقع IMDb (الإنجليزية)
- كلايتون باترسون على موقع ديسكوغز (الإنجليزية)